# Budova Vojvodského úřadu ve Štětíně
Budova Vojvodského úřadu je historická administrativní budova z roku 1911, která se nachází na Wałech Chrobrego, na Starém Městě ve Štětíně. Je chráněná jako kulturní památka (č. A-1065 z 21. března 1985).

## Historie
Hlavním architektem byl Paul Kieschke. Po jeho smrti v roce 1905 v projektu pokračoval Paul Lehmgrübner. Práce začaly v roce 1906 na pozemku o výměře 12 860 m² zakoupeném za 392 000 marek. Vzhledem k terénu a zbytkům Leopoldovy pevnosti, která se zde dříve nacházela, předcházely samotným stavbám rozsáhlé zemní práce, včetně zásypu vodních příkopů, odvodnění půdy atd. Budova byla postavena na betonových základech, místy dosahujících 11 metrů pod úrovní ulice. Po téměř 6 letech stavebních prací vznikl komplex tří monumentálních budov spojených společnou bohatě zdobenou fasádou. Styl budovy odkazuje na německý historismus. 
Komplex má dvě vnitřní nádvoří a 2 věže, z nichž jedna, vysoká 72 m, je zakončena sochou námořníka. Mnoho místností v budově má reprezentativní charakter a zachované původní dekorace (včetně hlavního sálu, schodiště, konferenční místnosti).
Budova byla dána do užívání v roce 1911. Její centrální část převzala kancelář Štětínského vládního obvodu. Jižní část byla oficiálním sídlem prezidenta vládního obvodu.
Současná budova Vojvodského úřadu byla prvním sídlem polských obecních úřadů v čele s Piotrem Zarembou, který 30. dubna 1945 nařídil vyvěšení polské vlajky na budově.

## Galerie

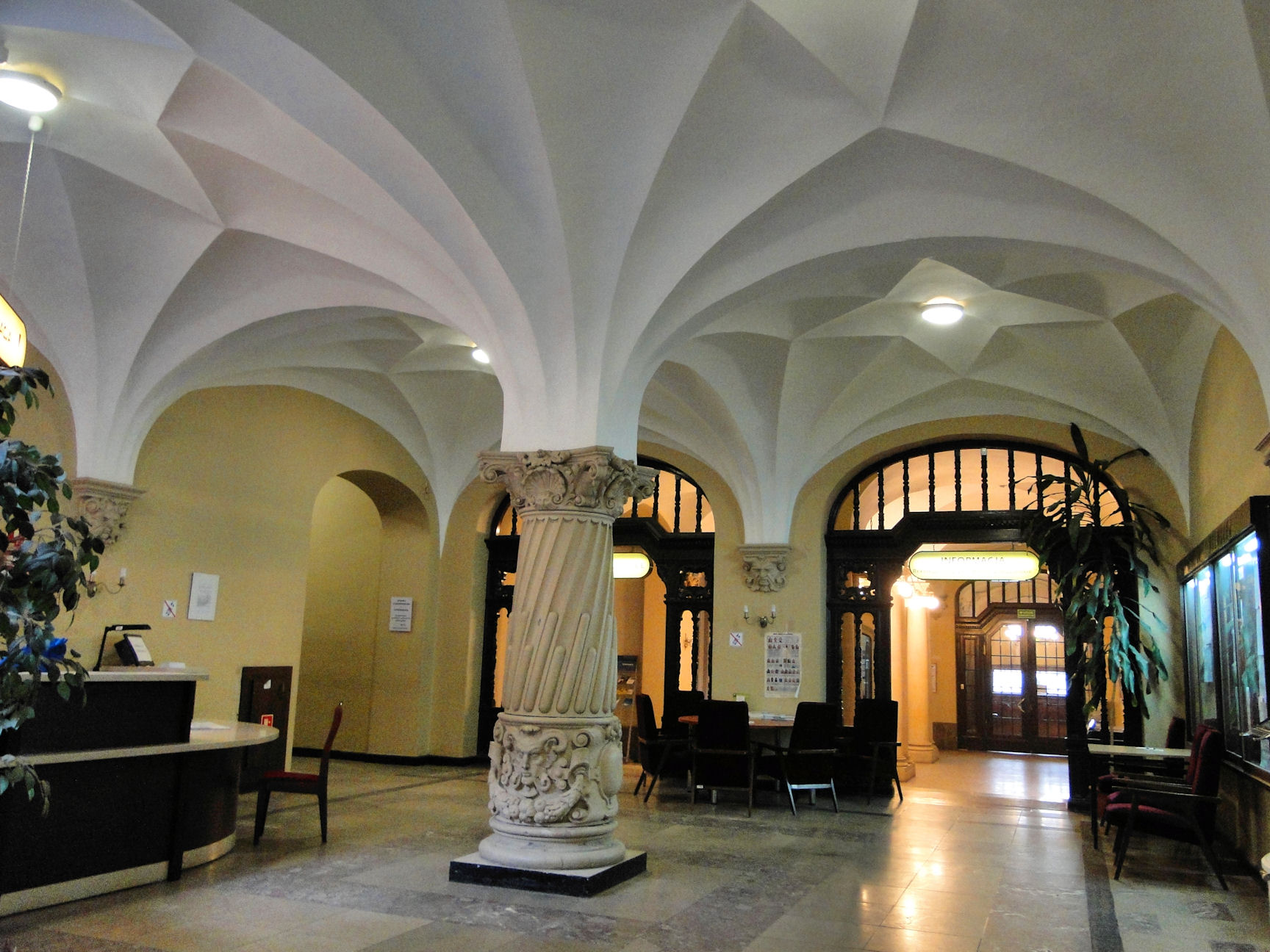
Hlavní chodba
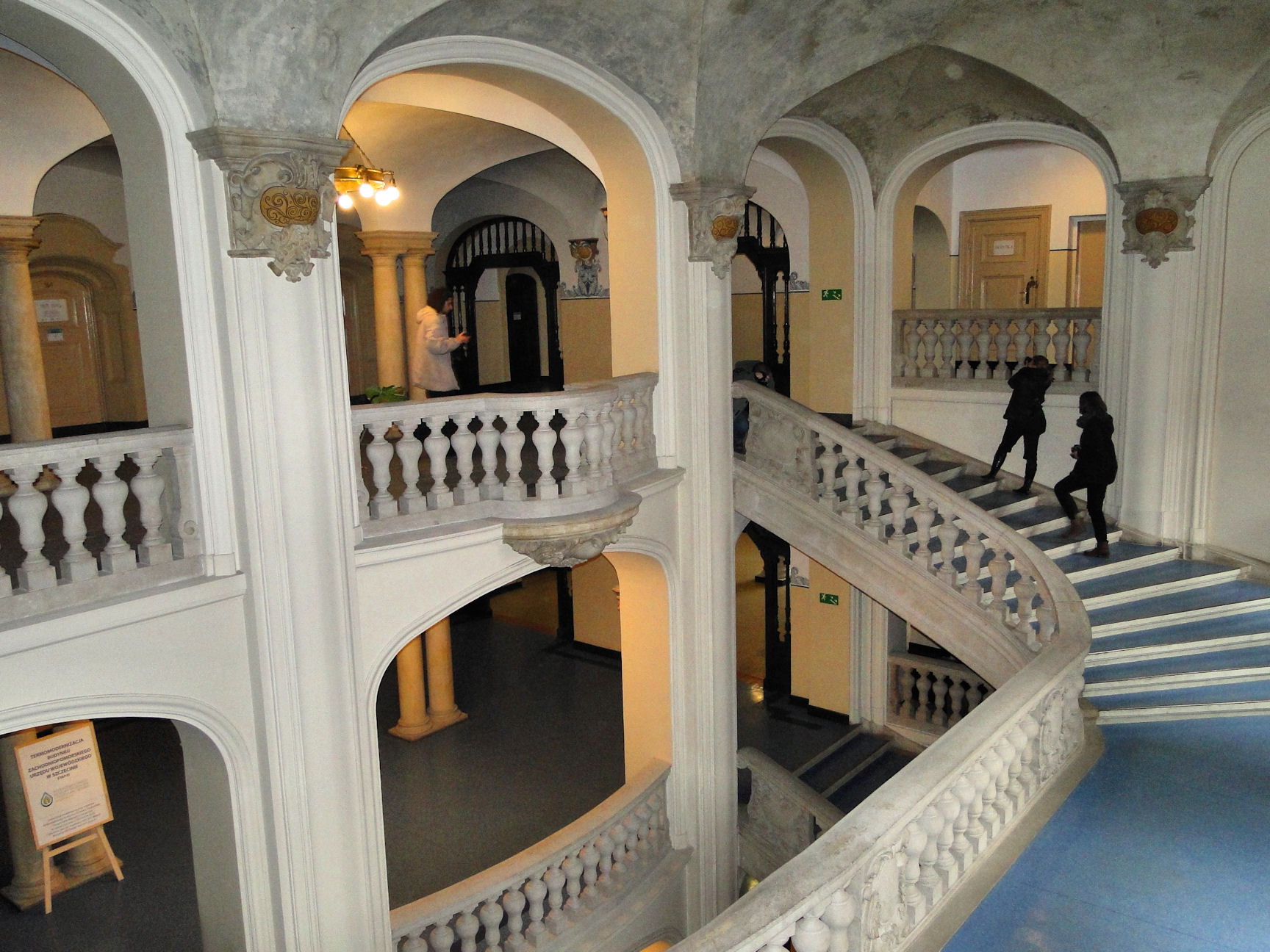
Schodiště
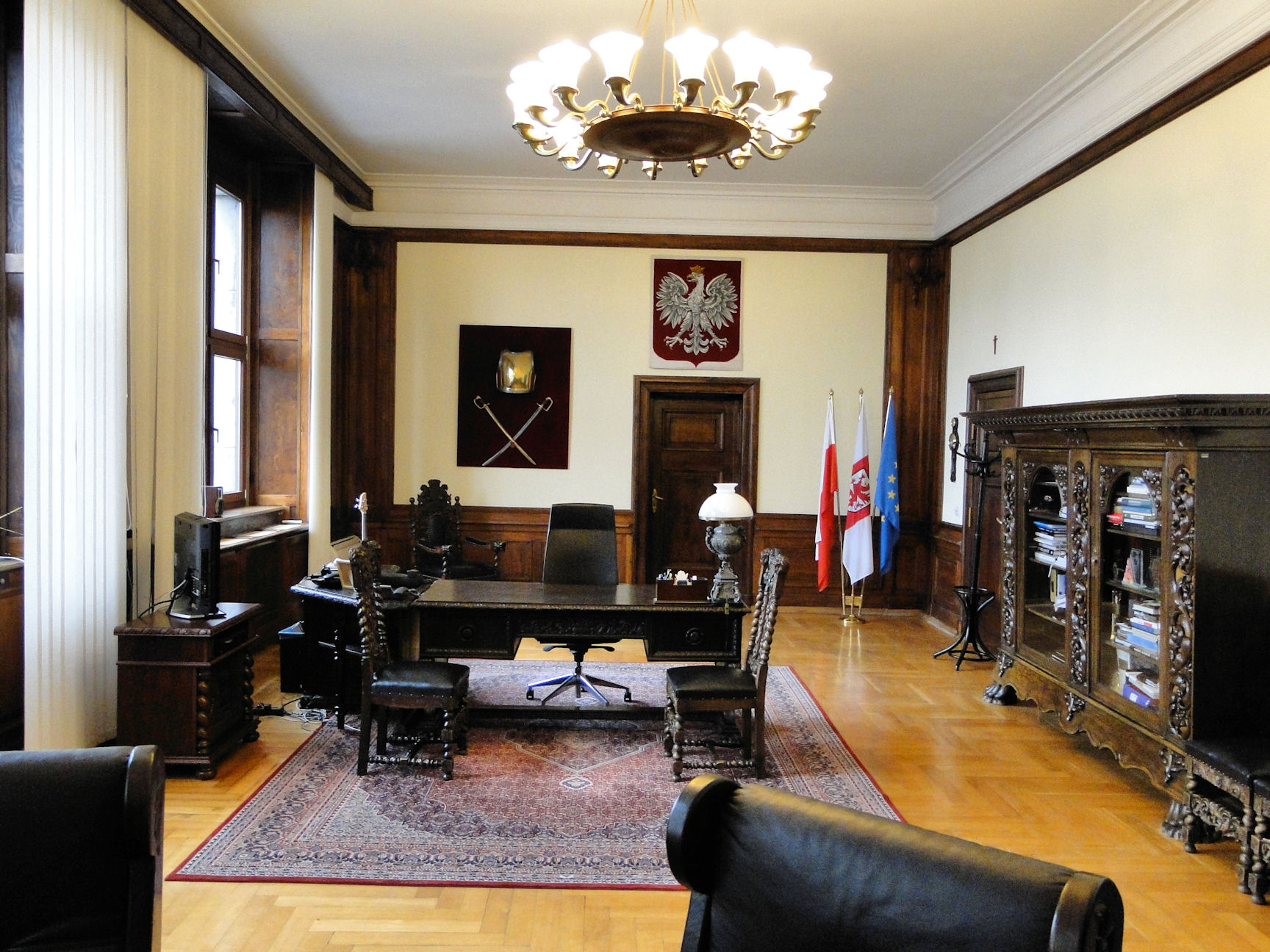
Kancelář vojevody
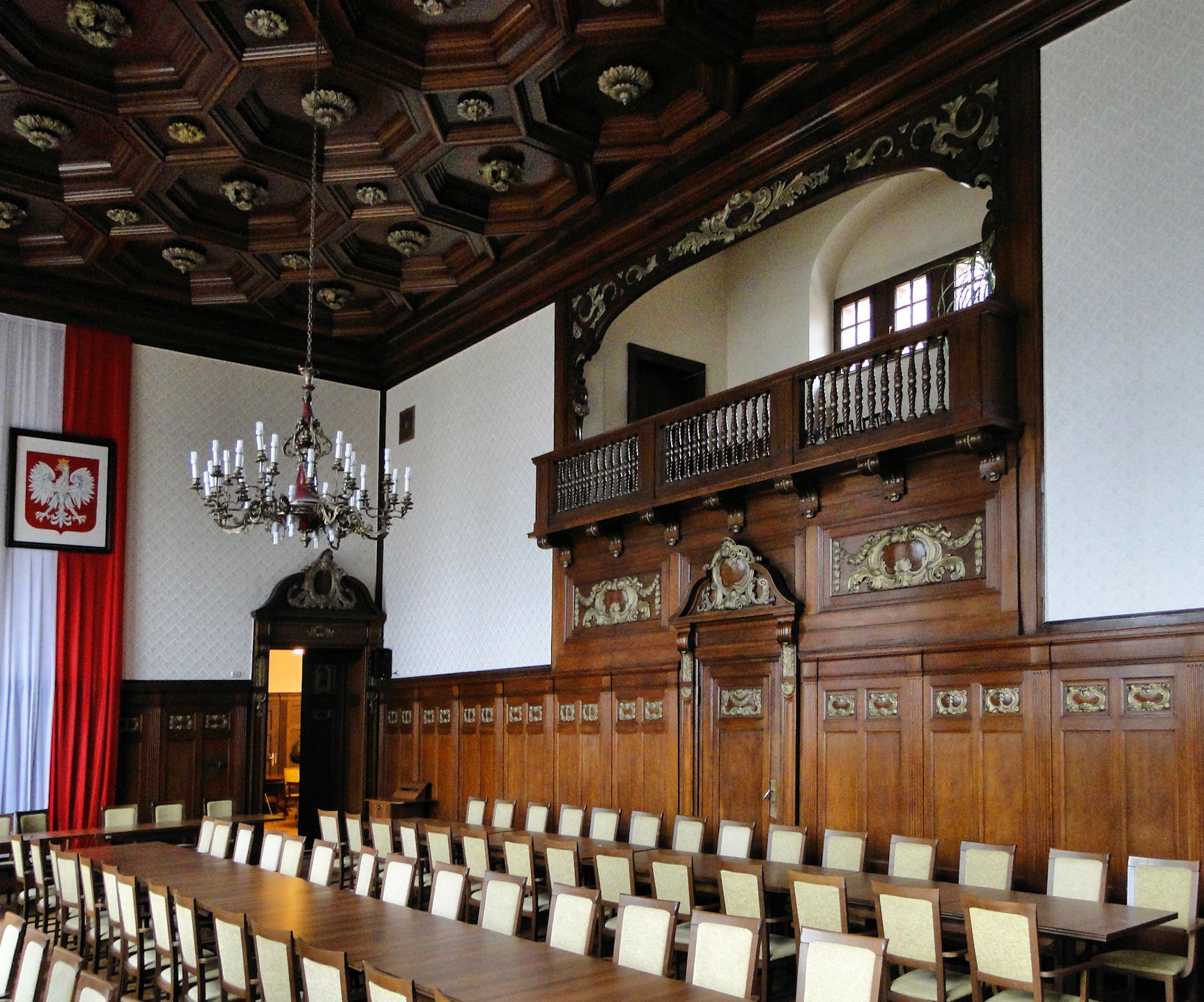
Konferenční místnost